# 巴斯山
33°54′03″S 150°59′42″E / 33.90083°S 150.99500°E

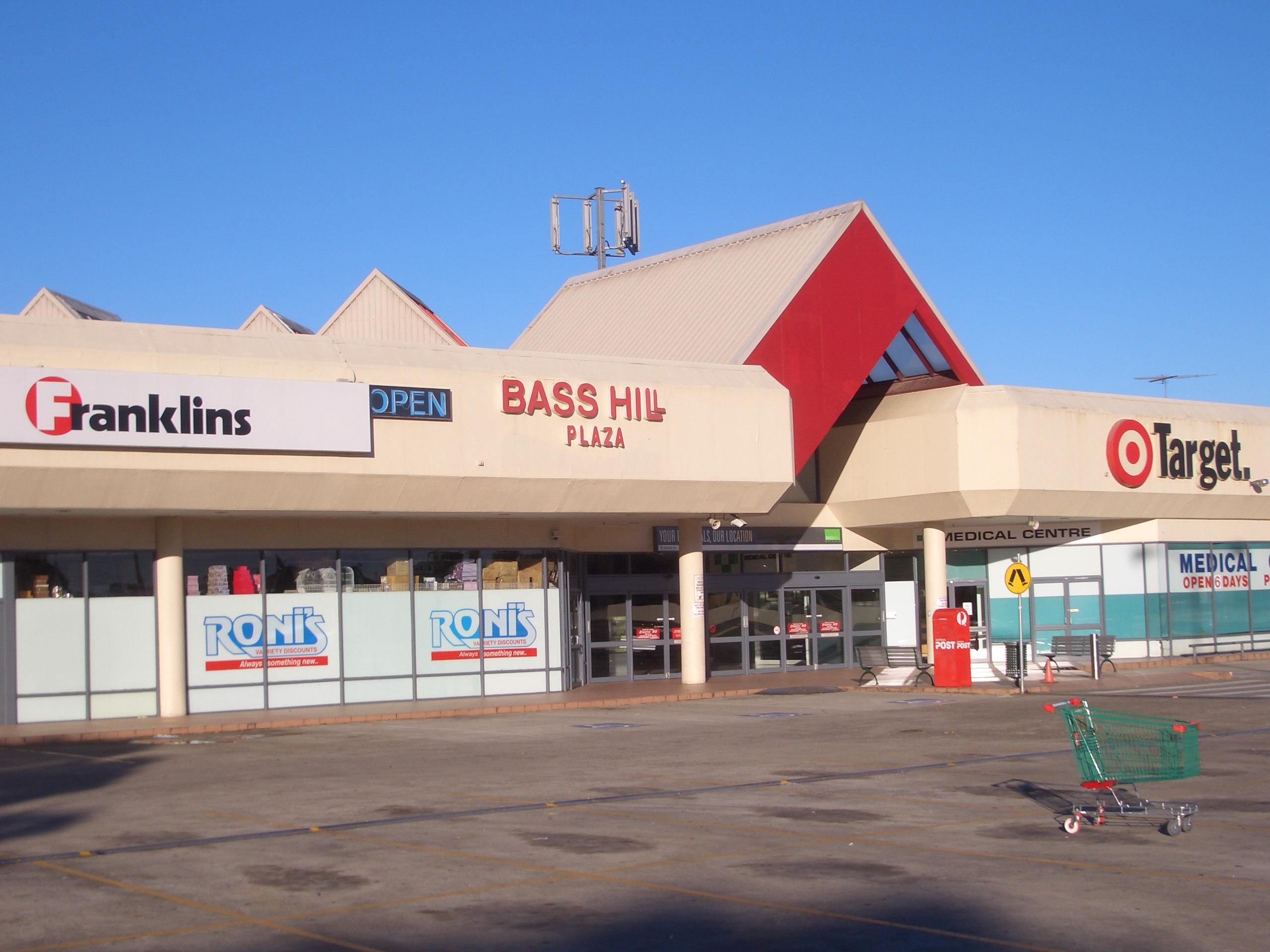
巴斯山广场

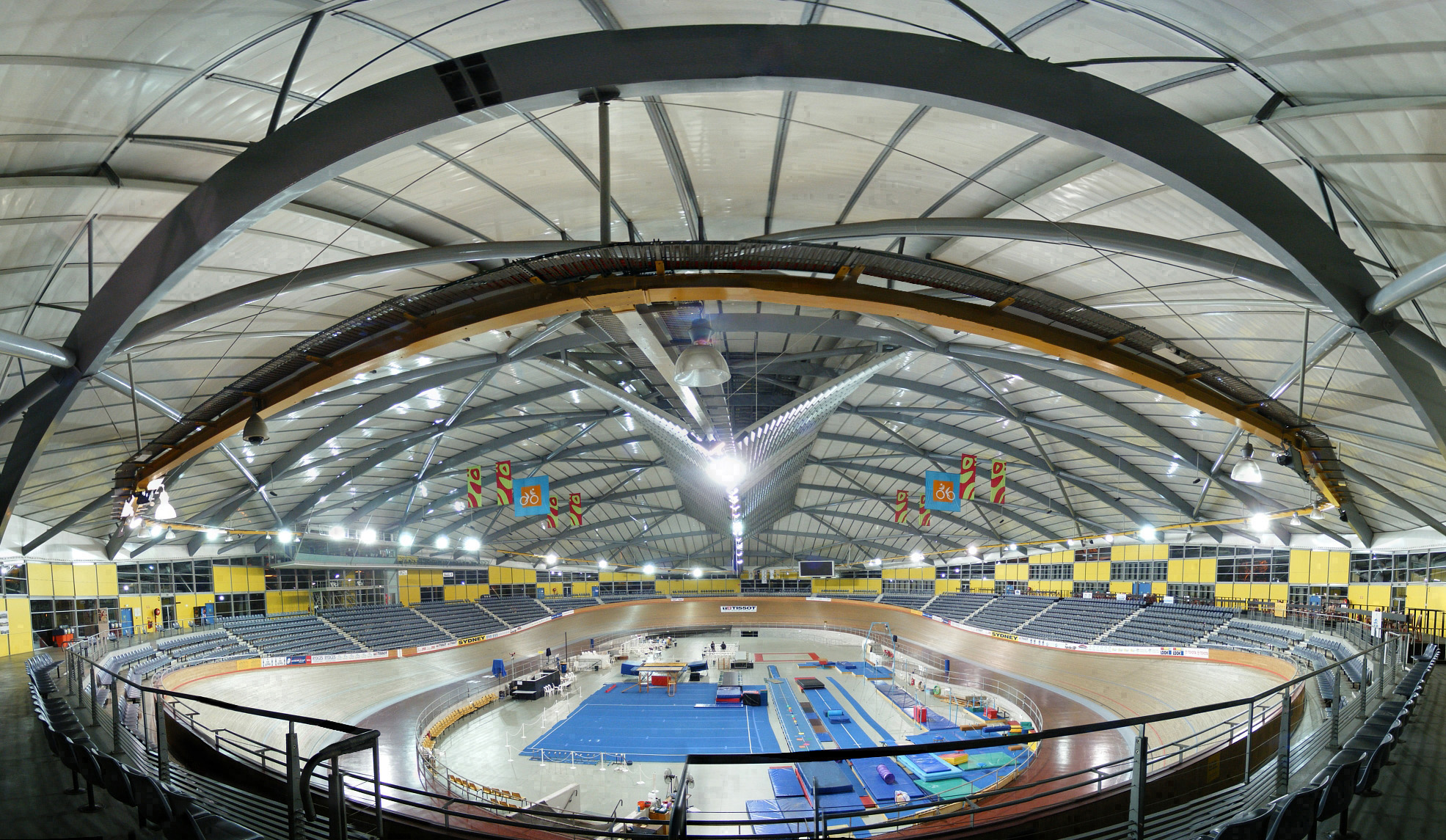
敦克•格雷室内赛车场

巴斯山(英語：Bass Hill), 宾士镇政府的郊区, 坐落于澳大利亚的新南威尔士州, 位于悉尼中央商务区西南方，相距23公里,巴斯山是悉尼西南部地区的一部分.

## 历史
巴斯山，地名源于乔治•巴斯，于1798年被授予这块殖民地的一个外科医生和探险家的名字。他于1795年随英国皇家海军信实号船来到这块殖民地，与海军军官学校学生马修•弗林德斯拥有深厚友谊，他们抵达后决定殖民统治这块土地，巴斯山由此得名。在1796年，他们在男仆威廉•的陪伴下驾着名为大拇指汤姆的小船，向着植物学湾航行并探索Georges河二十英里（32公里）的地方，这距离超过了过往的的探险。他们航行至现今乔治大厅。对于他们的探索的努力，巴斯和弗林德斯分别得到了州长亨特给予100英亩（0.40平方公里）的土地作为奖励。
1814年，利物浦道路建成后，该区域迅速发展。最初由于爱尔兰人定居点在此，该地被称为爱尔兰城市，它后来被称为上班克斯顿。于1924年十月后正式命名为巴斯山。
在第二次世界大战期间，巴斯山曾是一个很小的发射台，由英国皇家空军操控。它位于麦卢卡新月与庄士敦道的拐角处。这个发射台在宾士镇康德尔公园里的黑色查理山上，一个远端接收站曾坐落于该地的Picnic Point

## 商业区
巴斯山中心广场占地面积20000平方米（220000平方英尺），区域购物中心坐落于新南威尔士州巴斯山去休姆753号公路上。购物中心包括Woolworths超市，凯马特，阿尔迪，医疗中心，邮局，和约60家专卖店。
观点区，宾士镇的市中心，前巴斯山的汽车电影院，正被发展成为一个新的住宅房地产。

## 教育
巴斯山有三所学校，提供6年级以前教育的巴斯山公共学校，为有特殊需要的学生提供教育的巴斯乔治学校，和提供7-12年级教育的巴斯高中。

## 体育
巴斯山是许多体育领域的发源地，并建有许多体育竞技设施场地，如自行车，曲棍球，板球，橄榄球和足球。
波峰运动包含敦克•格雷室内赛车场是2000夏季奥运会的自行车赛和世界杯场地自行车赛比赛场地的雏形。一块运动区域有着领域多种多样，覆盖多个领域，比如足球领域，曲棍球和板球领域。波峰是悉尼占边杯橄榄球联赛公牛队的主场，他是位于宾士镇西南部的前锋足球俱乐部，宾士镇同时也拥有曲棍球俱乐部，自行车俱乐部，体育体操俱乐部。

## 人口
2011年的人口普查显示，巴斯山的人口数为8175，50.2％为女性，49.8％为男性。
巴斯山人口的中位数/平均年龄为36岁，低于澳大利亚平均年龄1岁。
住在巴斯山的人60.3％是在澳大利亚出生。其他比例较高的出生国依次是，黎巴嫩的7.4％，越南6.2％，意大利1.9％，马其顿1.1％，中国1.1％。
住在巴斯山人中，42.5％的人将英语作为第一语言，23％的人母语是阿拉伯语，8.3％的人是越南，希腊人占3.2％，2.7％的人是意大利，其余2.1％的人说广东话。
巴斯山地区的宗教信仰情况是，30.9％的居民信奉天主教，20％的居民信伊斯兰教，9.8％的居民信圣公会，9.4％的居民信仰东正教，5.9％的居民信佛教。